# Zwankendamme
Zwankendamme is een dorpje tussen Lissewege en Zeebrugge in de Belgische provincie West-Vlaanderen en maakt deel uit van de gemeente Brugge. Het is gelegen aan het Boudewijnkanaal. Het dorp telt 680 inwoners (2014). 

## Etymologie
De naam Zwankendamme werd voor het eerst schriftelijk vermeld in 1357 maar is vermoedelijk ouder. Het zou betrekking hebben op een swacke dam, een zwakke dam.

## Geschiedenis
Omstreeks 1200 werd het Lisseweegs Vaartje aangelegd en dit bleek dood te lopen op een dam. Verderop lag een waterweg naar Heist en Zwankendamme zou zijn ontstaan op de plaats waar goederen werden overgeslagen van de ene waterweg naar de andere.
Vóórdat de industrialisatie op gang kwam behoorde Zwankendamme bij Lissewege. Omstreeks 1850 werd melding gemaakt van een groepje gebouwen die aangeduid werden als les magasins de Lisseweghe, pakhuizen dus.
In 1896 begonnen de werken aan het Kanaal Brugge-Zeebrugge en de grond bij het kanaal werd via de Compagnie des Installations Maritimes de Bruges aan industriële ondernemingen verkocht, die zich er vestigden. Het eerste bedrijf was de Briquetterie de houille, een steenkoolbrikettenfabriek die tijdens de Eerste Wereldoorlog kwam stil te liggen. In 1925 werd op dit terrein door de Verreries de Damprémy uit Charleroi een glasfabriek geopend. De daartoe benodigde Waalse specialisten werden gehuisvest in een tuindorp.
In 1900 kwam ook een cokesfabriek naar Zwankendamme. Deze ging in 1904 in productie en heeft tot 1996 gefunctioneerd. Vanaf 2002 werd de fabriek gesloopt en de bodem gesaneerd.
Dan was er de Forges de Zeebrugge, een wapen- en munitiefabriek die van 1930-1932 werd gebouwd en in 1943 door de geallieerden werd gebombardeerd. Ook dit terrein moest, samen met dat van de cokesfabriek, worden gesaneerd.

## Bezienswaardigheden
- De Zwankendamse parochiekerk van 1938 is gewijd aan de heilige Leo de Grote. Voorts is er het Boudewijnkanaal en de expresweg N31, van Brugge naar Zeebrugge.

## Galerij

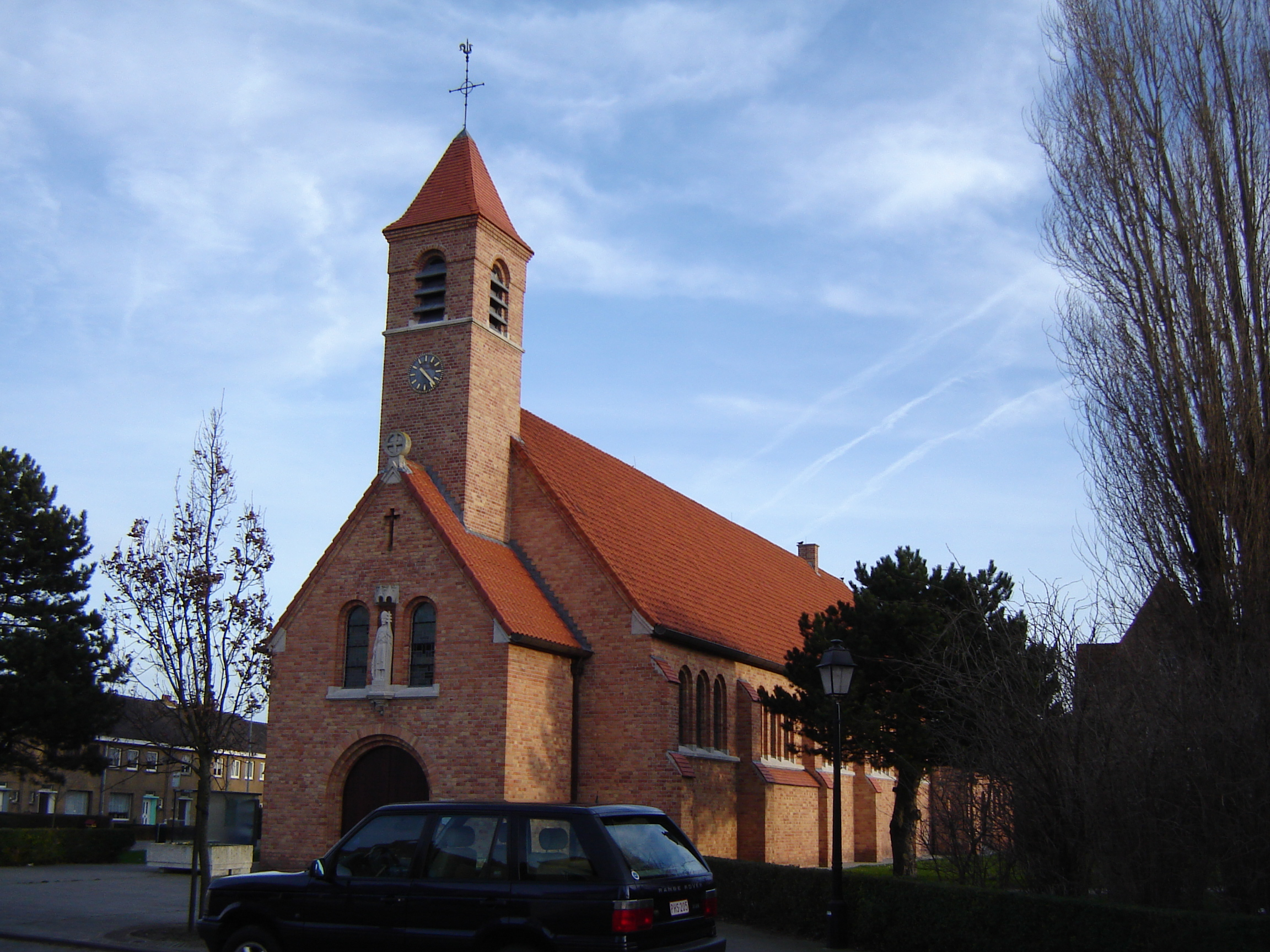
Sint-Leo de Grotekerk
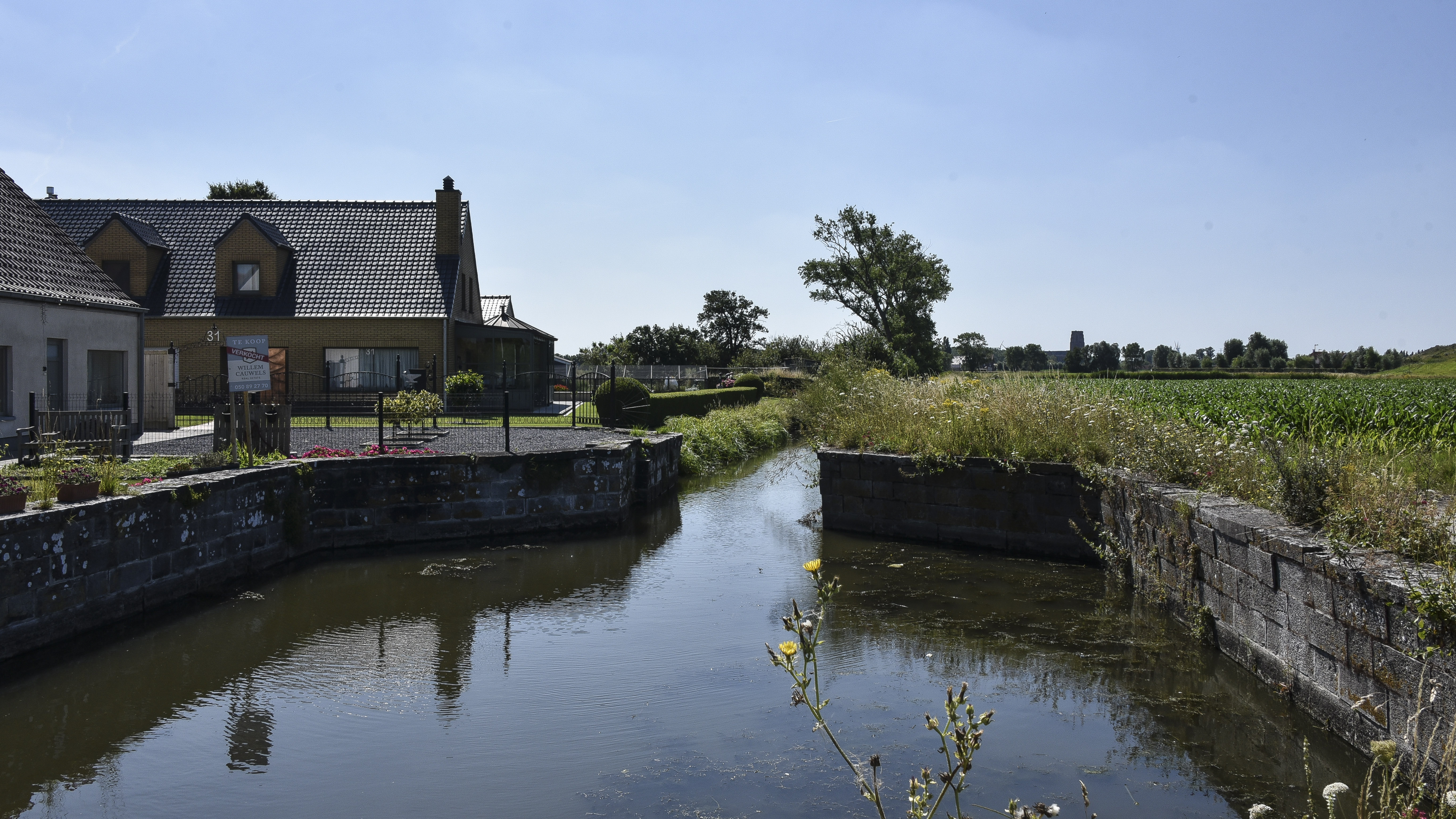
Sas op het Lisseweegs Vaartje
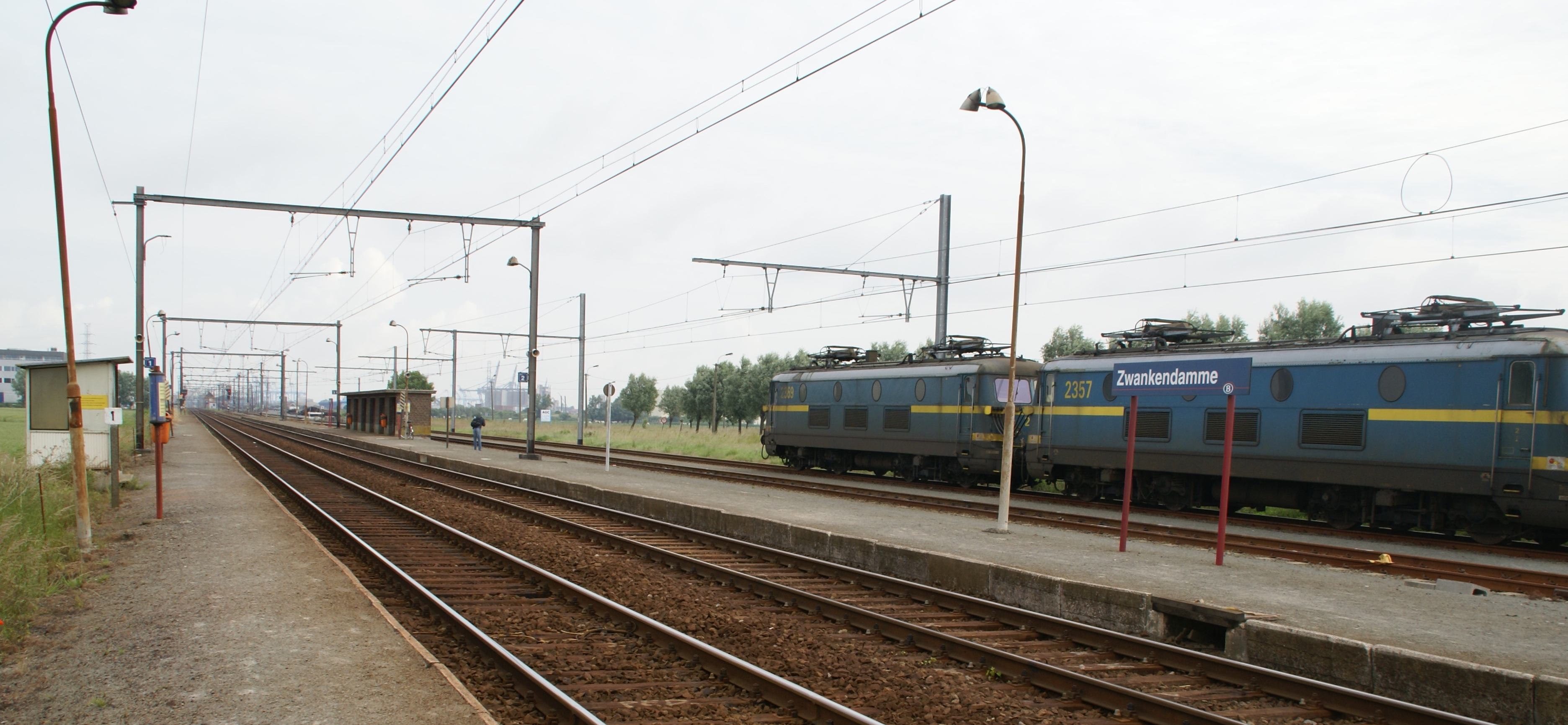
Het voormalige station Zwankendamme ligt langs de spoorlijn 51A (Brugge - Zeebrugge). Het station met de Zeebrugse haven op de achtergrond (toestand tot 2014).

## Verkeer en vervoer
Eind 2014 werd door de aanleg van een nieuwe rangeerbundel van 10 sporen (in de toekomst uit te breiden tot 24) tussen het rangeerstation Zeebrugge-Vorming en het station Lissewege,  het station Zwankendamme, om technische en financiële redenen, gesloten. Reizigers van Zwankendamme dienen nu de trein te nemen in het 1,2 kilometer verderop gelegen station Lissewege.

## Natuur en landschap
Ten noorden en ten oosten van Zwankendamme ligt een door industrie en havenbedrijf getekend gebied. Daar ligt ook het Boudewijnkanaal. In het westen vindt men de West-Vlaamse polderstreek.